# Elena Alistar
Elena Alistar (n. 1 iunie 1873, Vaisal, Odesa, Ucraina – d. 1955, Pucioasa, Dâmbovița, România) a fost un medic și om politic român, care a făcut parte din Sfatul Țării din Basarabia.
A fost mătușa scriitoarei Magda Isanos.

## Biografie
După cum menționează sursele istorice. Elena Alistar este de origine din Basarabia, fiind născută în familia preotului Vasile Bălan și a soției acestuia, Elisabeta. A făcut școala primară la Congaz, în județul Cahul și apoi a urmat Școala Eparhială de la Chișinău. Aici îl cunoaște pe tânărul teolog Dumitru Alistar cu care se căsătorește. Își urmează soțul devenit preot și activează ca învățătoare începând cu anul 1890 în localitațile Văleni, Roșu, Zărnești din jud. Cahul și Rezeni, jud. Chișinău.
După ce i-a decedat soțul, la îndemnul  publicistului Mihai Vântu a plecat în România, la Iași, unde între 1909-1916 a urmat Facultatea de Medicină a Universității. A fost arestată pentru „activitate naționalistă” împreună cu membrii grupării lui Daniel Ciugureanu deoarece susținea necesitatea eliberării prin forță a Basarabiei de sub stăpânirea rusă. În 1916 a fost mobilizată în armată ca medic militar. A continuat să profeseze la Spitalul Costiujeni de lângă Chișinău.
Membră a Partidului Național Moldovenesc, a fost aleasă deputat din partea ținutului Cetatea Albă în Sfatul Țării. Este singura femeie deputat cunoscută astăzi care a luat parte activ la evenimentele politice ce au condus Basarabia către Unirea cu România. La data de 27 martie 1918 a votat Unirea Basarabiei cu România.
Elena Alistar a fondat Liga Culturală a Femeilor din Basarabia. A fost președinte al Partidului Poporului, înființat de Mareșalul Averescu, originar, de asemenea, din Ismail, Bugeac - Basarabia istorică, comuna Babele, actualmente în Ucraina. Ziarul România nouă, fondat și condus de Onisifor Ghibu, a găzduit mai multe articole semnate de Elena Alistar. În 1927 fondează în Basarabia Gruparea Femeilor Române S-a evidențiat în activitatea Societății Ortodoxe Naționale a Femeilor Române care își desfășura activitatea sub patronajul doamnei Alexandrina Cantacuzino.
Printre alte decorații, a primit Ordinul Bărbăție și Credință.
După 28 iunie 1940 s-a refugiat în România. După ce a locuit o vreme la Iași este arestată de regimul comunist  și trimisă la Pucioasa, județul Dâmbovița unde a și decedat în 1955. Rămășitele pământești i-au fost aduse peste câțiva ani la Cimitirul Bellu din București.

## Lucrări
- Elena Alistar - Mișcarea feministă din Basarabia. Începuturi și realizări. Spre un viitor mai frumos. În: Mișcarea Feministă. 1. Nr. 1 (1933): 2.

## Premii și distincții
- Ordinul „Ferdinand I”[19][20]
- Medalia Meritul Sanitar cl. II pentru combaterea holerei (1913)[19][20]
- Medalia Bărbăție și Credință (1913)[19][20]
- Medalia Răsplata Muncii cl. I (1922)[19][20]
- Crucea „Meritul Sanitar” cl. I (9 mai 1942) pentru „devotament și abnegație în opera de îngrijire a răniților de războiu, aducând și importante contribuțiuni de ordin moral și material în greaua misiune de organizarea și întreținere a spitalelor de răniți”[21]

## Galerie

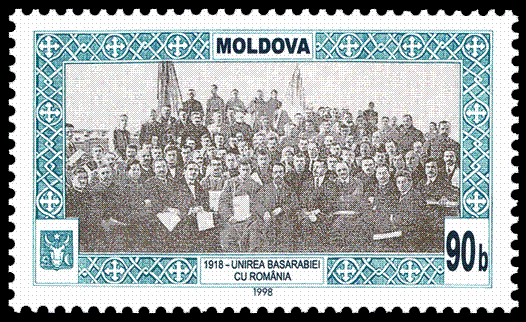
Timbru din Republica Moldova, 1998
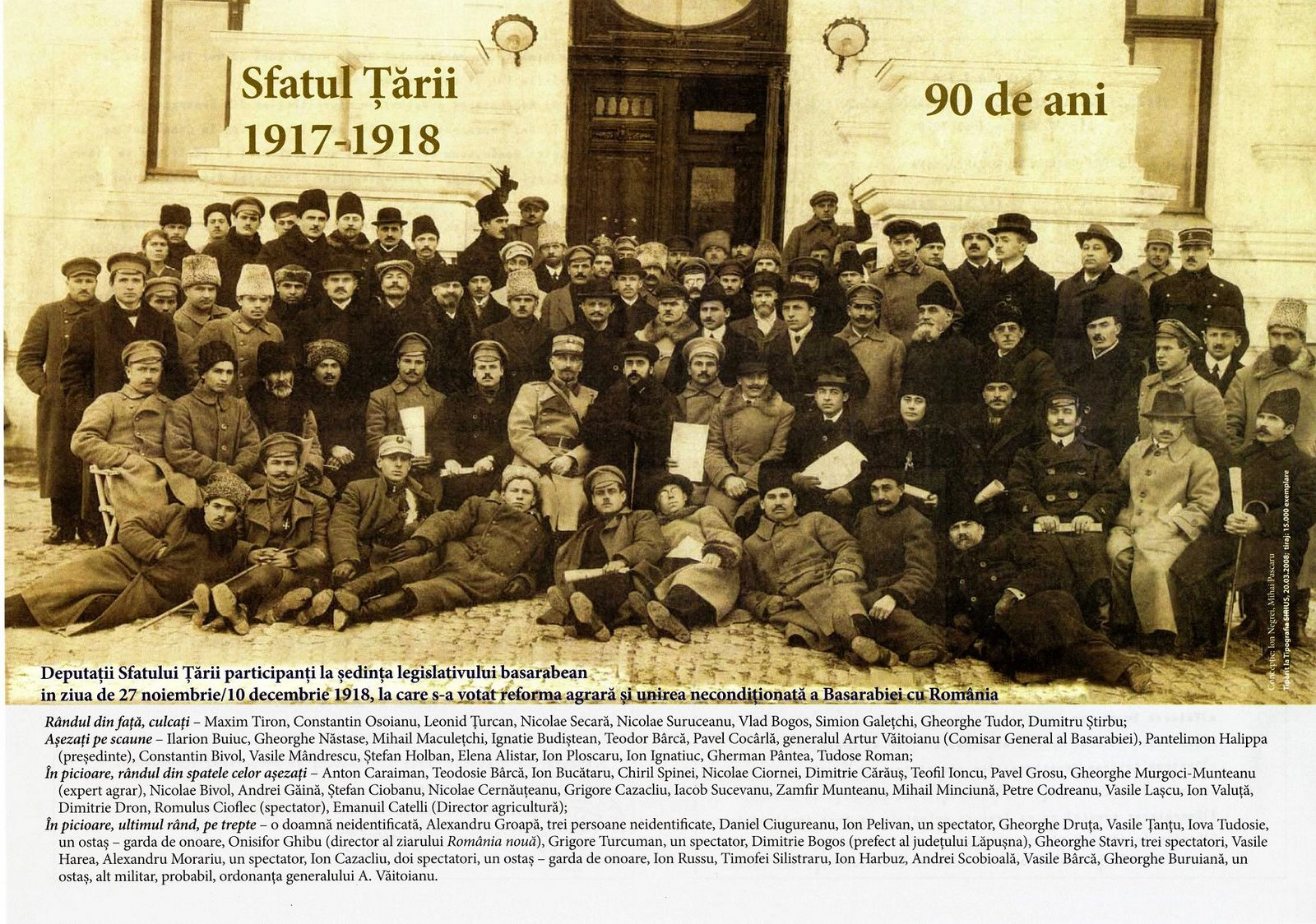
Palatul Sfatului Țării (10 decembrie 1918)